# Productors Audiovisuals de Catalunya
Productors Audiovisuals de Catalunya (abreujat PAC) és una organització catalana que agrupa productores cinematogràfiques i se centra a consolidar i impulsar la producció audiovisual a Catalunya. Creada el 1978, és l'associació cinematogràfica més antiga del país.

## Història
Es va crear l'abril del 1978 sota el nom d'Agrupació Catalana de Productors Cinematogràfics Independents, si bé el 1987 va passar a dir-se Associació Catalana de Productors Cinematogràfics i el 1992, Associació Catalana de Productors Cinematogràfics i Audiovisuals (ACPCA). Finalment, el 2001 va rebatejar-se Productors Audiovisuals de Catalunya (PAC).
Entrat el segle xxi, el 2015 l’associació acumulava més de 100 empreses, que conformaven aproximadament el 70 % de les productores del sector a Catalunya. El 2024, però, se'n comptaven 44. Algunes de les entitats associades eren Benecé Produccions, Escándalo Films i Diagonal Televisió. Inversament, a escala supraorganitzacional, és membre de la Federació d'Associacions de Productores Audiovisuals d'Espanya (FAPAE), de la Federació Internacional d'Associacions de Productors Cinematogràfics (FIAPF), de Productores Independents Audiovisuals Federades (PIAF) i de PIMEC. També pertanyia a la patronal Productors Audiovisuals Federats (PROA) fins al 2015, quan va decidir escindir-se'n.
El seu objectiu és facilitar i promoure la producció audiovisual a Catalunya, amb la qual cosa es dediquen a relacionar-se amb els agents econòmics, administratius i institucionals de la indústria cinematogràfica i televisiva catalana. Entre d'altres, han tancat acords amb la Xarxa Audiovisual Local, el FILMETS Badalona Film Festival i el Consorci de Promoció Comercial de Catalunya, la Televisió de Catalunya i Barcelona Audiovisual (BA). Al llarg dels anys, han rebut ajuts del Departament de Cultura de la Generalitat de Catalunya. També s'han marcat altres objectius, com ara internacionalitzar les produccions catalanes, fomentar les coproduccions, millorar les condicions laborals i els drets del sector i reclamar subvencions «adequades a les necessitats del sector».
El 2008, van signar un acord pioner a l'Estat amb la Unió General de Treballadors (UGT), Barcelona Audiovisual (BA) i l'Associació de Productors Independents de Catalunya (APIC) per a regular i optimitzar les condicions laborals dels figurants. El 2024, consideraven no haver assolit encara un conveni just amb la Corporació Catalana de Mitjans Audiovisuals (CCMA), però el 2025 la denúncia pública de la presidenta Eva Fontanals va dur la CCMA a negociar amb l'associació per tal de modificar les condicions de relació amb les productores catalanes, després de 9 anys sense haver-hi efectuat canvis.
El 2022 i el 2023, van atorgar el Premi Productor/a Emergent PAC en el marc del FILMETS Badalona Film Festival, a través del qual pretenien guardonar nous productors audiovisuals catalans i reconèixer-ne el treball, posant èmfasi en la producció de curtmetratges. El 2025, van donar suport a la Trobada de Talents del Galacticat, un concurs de guions organitzat a Tàrrega en el festival de cinema.

## Llista de presidents
- Josep Anton Pérez Giner (1978-1980)[1]
- Josep Maria Forn i Costa (1980-1982)[1]
- Josep Anton Pérez Giner (1982-1985)[1]
- Jordi Tusell i Coll (1985-1987)[1]
- Josep Anton Pérez Giner (1987-1987)[1]
- Enrique Viciano Bellmunt (1987-1989);[1]
- Helena Matas i Vallabriga (1989-1991)[1]
- Carles Jover i Ricart (1991-1992)[1]
- Pere Ignasi Fages i Mir (1992-1995)[1]
- Helena Matas i Vallabriga (1996-1997)[1]
- Isona Passola i Vidal (1997-2001)[1]
- Antoni Llorens i Olivé (2001-03)[1]
- Carles Balagué i Mazón (2003-2006)[1][19]
- Joan Ginard (2015-2016)[20]
- Albert Serra i Juanola (2016-2021)[12]
- Norbert Llaràs (2021-2024)[12]
- Eva Fontanals (2024-2025)[13][4]
- Marc Chica (2026-2027)[13][4]